# پایگاه هوایی واسیلکف
پایگاه هوایی واسیلکف (به انگلیسی: Vasylkiv (air base)) یک فرودگاه نظامی است که یک باند فرود بتن دارد و طول باند آن ۲۵۰۰ متر است. این فرودگاه در شهر واسیلکیف کشور اوکراین قرار دارد و در ارتفاع ۲۰۵ متری از سطح دریا واقع شده است.